# Skunk Anansie
Skunk Anansie este o formație englezească de rock alternativ și muzică de crossover.

## Istoria formației

### Începutul și primele materiale discografice (1994 – 1997)
Aflându-se la vârsta de douăzeci de ani, tânăra artistă britanică Skin (născută Deborah Anne Dyer) oscila între ideea de a deveni designer de interioare și dorința de a cânta într-o formație. În adolescență ea făcuse o pasiune pentru muzica rock, deși îi făcea plăcere să mixeze ca și DJ în facultatea la care a studiat; în aceeași perioadă ea a fost invitată să cânte într-un formație, iar după un an de gândire a acceptat oferta, însă proiectul a fost destinat eșecului. La începutul anului 1994, locuind la Londra, Skin cunoaște multe persoane din industria muzicală și decide să pună bazele propriului său proiect. Aceasta îi întâlnește la scurt timp pe basistul Cass, chitaristul Ace și bateristul Robbie France, cei trei instrumentiști care aveau să completeze componența nou formatului grup Skunk Anansie. În procesul de alegere al numelui, membrii proiectului l-au avut ca sursă de inspirație pe Anansi, zeu păianjen prezent în legendele africane, iar termenul „skunk” (jargon englezesc folosit pentru marijuana) a fost adăugat pentru ca denumirea „să fie mai indecentă”. În martie 1994 are loc primul concert al grupului într-un club londonez; apariția îi stârnește interesul unuia dintre reprezentanții casei de discuri One Little Indian Records care le oferă debutanților un contract de management.